# Neohydrocoptus bradys
Neohydrocoptus bradys is een keversoort uit de familie diksprietwaterkevers (Noteridae). De wetenschappelijke naam van de soort werd in 1955 gepubliceerd door Félix Guignot.